# ランドリー・ボンヌフォワ

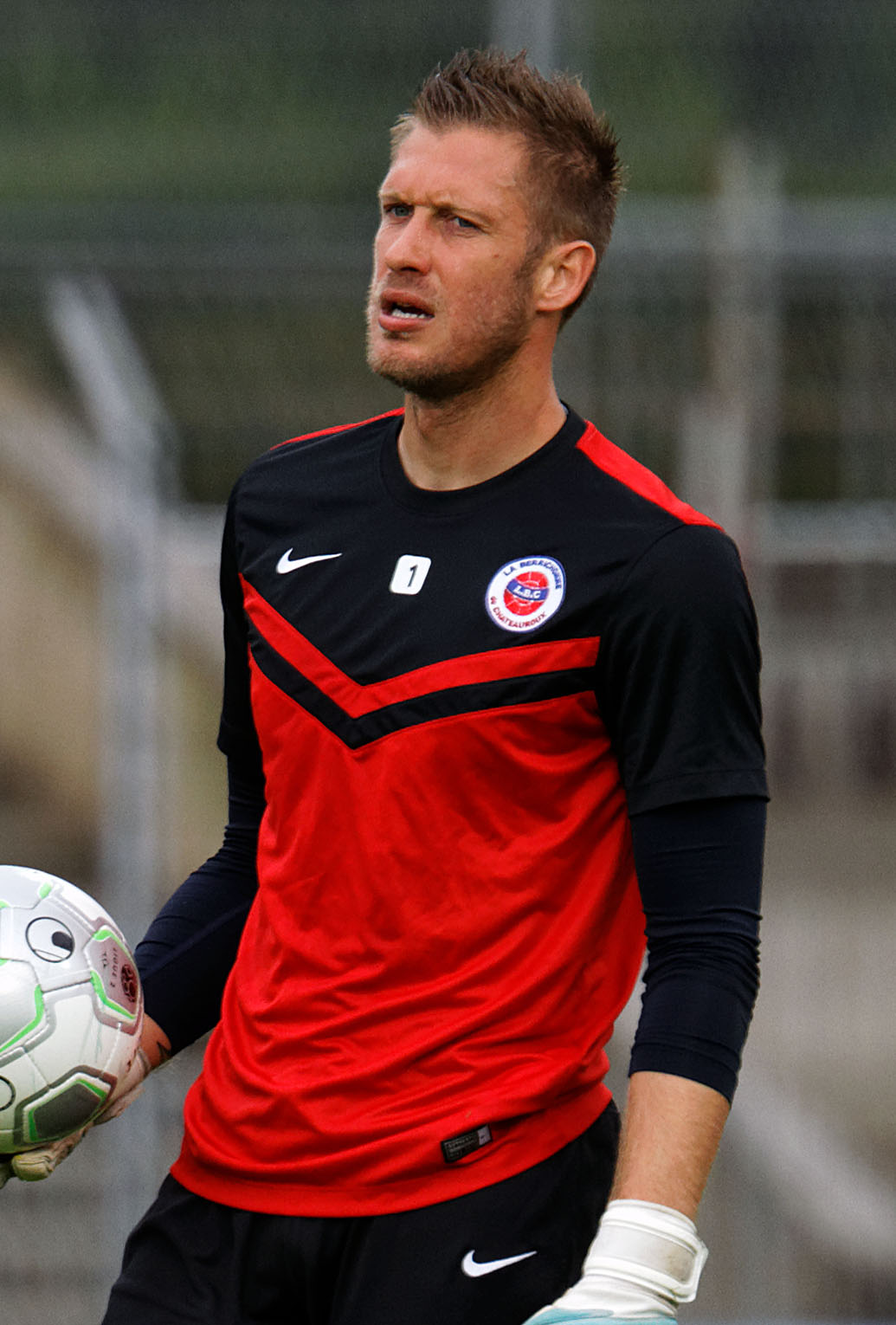
ランドリー・ボンヌフォワ

ランドリー・ボンヌフォワ（Landry Bonnefoi, 1983年9月20日-）はフランス・セーヌ＝エ＝マルヌ県ヴィルパリシス出身の元サッカー選手。現役時代のポジションはゴールキーパー。「ボンネフォイ」、「ボンネフォワ」とも表記される。
2001年、ASカンヌからユヴェントスFCのユースチームに移籍。以後、6シーズンに渡りユヴェントスに所属するも、セリエAでの出場機会はFCメッシーナにレンタル移籍した際の1試合のみである。
2006-07シーズンにフランス2部のFCメスに再びレンタルされ、翌シーズンにディジョンFCOへと完全移籍。2009年にフランス3部のアミアンSCへと籍を移すと、正GKとして2部昇格を支えた。2012年にSCバスティアに移り、自身初のリーグ・アンのシーズンで8試合出場を果たした。2013年にLBシャトールーに移籍した。
2016年、RCストラスブールに移籍した。

## 所属クラブ
- ASカンヌ 2000-2001
- ユヴェントスFC 2001-2007

→ FCメッシーナ 2003-2004 (レンタル)
→ FCメス 2006-2007 (レンタル)
- ディジョンFCO 2007-2009
- アミアンSC 2009-2012
- SCバスティア 2012-2013
- LBシャトールー 2013-2015
- RCストラスブール 2016-2017
- RCストラスブール 2017-2018
- F91デュドランジュ 2018-2019